# Laura Marano
Laura Marie Marano (Los Ángeles, 29 de noviembre de 1995) es una actriz, cantante y compositora estadounidense, conocida por protagonizar la serie juvenil de Disney Channel, Austin & Ally, interpretando a Ally Dawson, por el cual la llevó a ganar premios en los Kids' Choice Awards, y en los Teen Choice Awards como Actriz de TV Favorita durante los años que se emitió la serie. Como actriz de cine es conocida por sus papeles en la película original de Disney Channel Bad Hair Day (2015), Lady Bird (2017) y la comedia romántica original de Netflix, La cita perfecta (2019), por la cual ganó el Teen Choice Awards a Actriz de Comedia Favorita. 
A principios de 2015 comenzó su carrera como cantante solista con Big Machine Records, con sus primeros sencillos «Boombox» y «La La». En 2018 estrenó su primer sencillo como artista independiente, «Me», el cual formaría parte de su primer EP, del mismo nombre, estrenado en 2019.
Además de sus trabajos como artista, es embajadora de UNICEF.

## Biografía
Laura Marano nació en Los Ángeles, California. La actriz es de ascendencia italiana por parte de su padre e irlandesa-estadounidense de su madre. Es hija de Damiano Marano, un profesor universitario, y de Ellen Marano, una exactriz y dueña de Agoura Children's Theatre. Ella tiene una hermana mayor, Vanessa Marano, también actriz, conocida sobre todo por el papel protagonista como Bay Kennish en la serie de Freeform Switched at Birth.
Mientras filmaba la serie original de Disney Channel Austin & Ally, asistía a una escuela secundaria regular, en la que se graduó en 2014: «Voy a una escuela secundaria y por parte de mis amigos y todos ha habido un gran apoyo [...] Es bueno cuando no estoy trabajando para ir a la escuela y estar rodeado de amigos que realmente apoyan». Esperaba poder ir a la universidad y estudiar ciencias políticas, es posible que haya ido UCLA en otoño.
El 28 de marzo de 2015, Marano dio a conocer que firmó un contrato discográfico con la compañía discográfica independiente Big Machine Records., con ella solamente dos sencillos y rompió el contrato en diciembre del 2016 debido a que la mencionada discográfica decidió eliminar a los artistas de música pop de su compañía. Debido a esto, el álbum en el que Marano trabajó durante todo el 2015 nunca salió a la venta.
Laura fue elegida por la marca Sherri Hill como nueva imagen de la nueva colección de vestidos de moda 2016, en donde podemos ver que lleva modelos de vestidos pero también de trajes de dos piezas de falda con crop tops. Ella le sigue los pasos a otras artistas que han sido imagen de la marca como Ashley Benson, Bella Thorne y Kendall Jenner; donde ha asombrado a más de uno con su peculiar belleza.
Empezó su propio programa de radio, For The Record, en Radio Disney; ella que habla de los detalles de la realización de su primer álbum solista. La primera transmisión fue el 12 de febrero de 2016 únicamente en Estados Unidos.

## Carrera

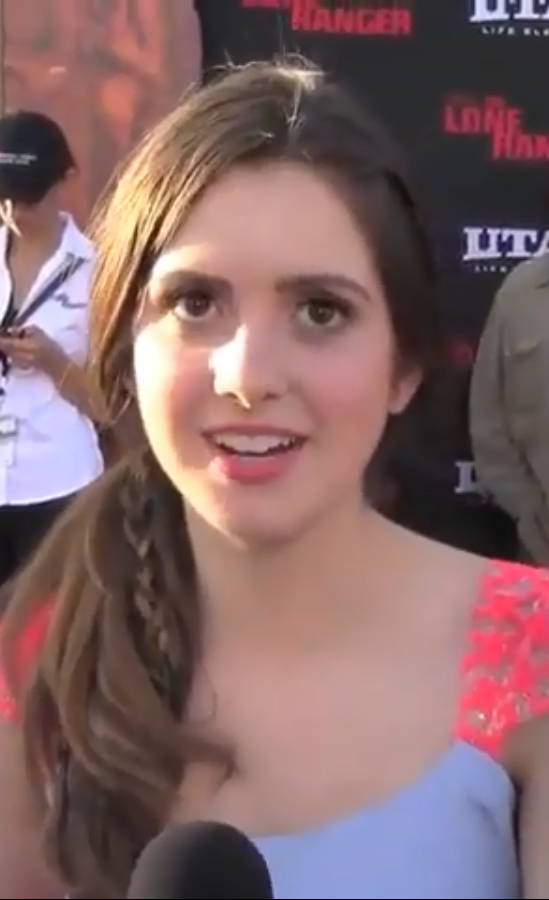
Laura Marano en 2013.

### 2003-2010:Sin rastroyBack to You
Comenzó su carrera como actriz cuando tenía cinco años de edad. Desde entonces, ha trabajado para muchas producciones ella Stage Door Theater. Apareció en varios comerciales y cuenta con pequeños papeles en Ghost Whisperer, Medical Investigation, Huff y Joan de Arcadia. Sus papeles más importantes en televisión han sido en Sin rastro y otras series. También ha sido escuchada en películas de animación como Buscando a Nemo y Ice Age: The Meltdown. Desempeñó la versión joven del personaje de Keira Knightley en la película The Jacket, y tenía un pequeño papel en una escena de la película Superbad. Fue parte del reparto regular en el programa de FOX, Are You Smarter Than a 5th Grader? y desempeñó el papel de Gracie Carr en la comedia de FOX Back to You.
Desde entonces ha aparecido en varios episodios de The Sarah Silverman Program. Inicialmente, apareciendo en el episodio piloto, «Batteries», como la versión joven de Sarah Silverman, y a los escritores le gustó tanto que la llevaron de vuelta para un papel más importante como una niña a la que Sarah entrena para ganar un concurso de belleza («Not Without My Daughter»). En los comentarios del DVD, la coestrella Brian Posehn señala que Marano conocía todas las líneas mejor que ella. También ha aparecido en Dexter como la versión joven de Debra Morgan. También ha interpretado la versión joven de un personaje interpretado por Diana Scarwid, Alice Shaw, hermana de Ángela Petrelli, en Héroes.

### 2011–2016:Austin & AllyyFor the Record con Laura Marano
En 2011, Marano interpretó el papel de Ally Dawson en la serie original de Disney Channel, Austin & Ally. En 2013, Marano grabó cuatro canciones en solitario y un dúo con Ross Lynch para el álbum de la banda sonora Austin & Ally: Turn It Up . «Me and You» debutó dentro del cuadro de Billboard Kid Digital Songs de los Estados Unidos en el número trece antes de subir al sexto puesto, pasando once semanas en el cuadro. «Redial» debutó en el número diecinueve antes de llegar al número dieciocho, pasando cuatro semanas en la tabla. También en 2013, Marano grabó un dueto con su coestrella de Austin & Ally Ross Lynch, titulada «I Love Christmas» para el tercer álbum recopilatorio de vacaciones de Disney Channel, Holidays Unwrapped. El 25 de noviembre de 2013, la canción fue lanzada como sencillo promocional. [17] El 14 de diciembre, «I Love Christmas» debutó dentro de la lista de canciones digitales de Billboard de las fiestas en los Estados Unidos, alcanzando el número cincuenta. Marano canta, baila y escribe canciones. Ella espera actuar en musicales en vivo en el futuro.
En 2014, Marano dio voz a Rachel en cuatro episodios de Randy Cunningham: Ninja total. Ella también apareció como Hammu en Pecezuelos y como Fangs en Liv y Maddie. También en 2014, ella apareció en un video musical producido para el grupo de pop-rock británico The Vamps y la cantante estadounidense Demi Lovato llamado "Somebody To You». En marzo de 2015, Marano declaró que había firmado un contrato discográfico con Big Machine Records de Universal. En ese mismo año, Marano protagonizó la película original de Disney Channel, Un día descabellado. La película se estrenó el 6 de febrero de 2015 en Disney Channel y tuvo su estreno en Estados Unidos el 13 de febrero. También actuó como la versión joven de Amy en A Sort of Homecoming, que cuenta la historia de una chica que regresa a su ciudad natal en Luisiana luego de finalizar su carrera en la ciudad de Nueva York, esto a petición de su entrenador de debate de la escuela secundaria. En flashbacks, ella recuerda su último año y la política que rodea las competiciones de debate. El 10 de enero de 2016, Austin y Ally terminó después de cuatro temporadas.
El 13 de enero de 2016, Marano debutó su propio programa de radio en Radio Disney titulado For the Record con Laura Marano. Su programa semanal de una hora narra el viaje de Marano cuando inicia su carrera musical, presentando entrevistas con una estrella invitada en cada episodio. El programa también brinda a los oyentes consejos sobre cómo se puede seguir una carrera en la música. El espectáculo ha presentado varias estrellas invitadas, incluyendo Nick Jonas, Ariana Grande, Meghan Trainor, Louis Tomlinson junto a Steve Aoki, Troye Sivan y Zendaya. El primer episodio de la serie, que se transmitió el 12 de enero de 2016, la invitada protagonizó a sus compañeros de reparto de Austin & Ally.

### 2016-presente: Actuación y música
El 11 de marzo de 2016, Marano lanzó su sencillo debut llamado «Boombox». El video musical del sencillo se lanzó el 4 de abril de 2016 y acumuló más de 6 millones de visitas en una semana. El video actualmente tiene más de 50 millones de visitas. Fue invitado el actor y comediante Ken Jeong, junto con su hija Zooey, y fue dirigido por Cole Walliser. El 30 de abril de 2016, Marano interpretó su sencillo en los Radio Disney Music Awards, que se emitió en Disney Channel el 1 de mayo. Marano también interpretó la canción en Today como Artist of the Month de Elvis Duran el 31 de mayo de 2016. 
El 7 de junio de 2016, Jeremy Zag publicó en su Instagram que Marano había grabado una canción para la serie animada de Disney Channel Miraculous: Las Aventuras de Ladybug. Lo cual fue confirmado posteriormente por su madre. La canción junto con el video musical fueron lanzados el 23 de julio de 2016.
Marano lanzó su segundo sencillo, «La La», el 25 de agosto de 2016. A finales de 2016, Big Machine Records tomó la decisión de abandonar a todos sus artistas pop, a excepción de Taylor Swift. El 18 de mayo de 2017, se anunció que había firmado Marano a Warner Bros. Records en 2017. En 2018, se separaron, porque las personas que la habían firmado dejaron Warner Bros.
El 1 de octubre de 2018, Laura anunció en un video de Preguntas y Respuestas publicado en su canal de YouTube que lanzaría nueva música como artista independiente. Llamó a su propia etiqueta, Flip Phone Records, ya que es conocida por no poseer un teléfono inteligente y seguir usando un teléfono plegable. El 5 de octubre de 2018, lanzó su sencillo «Me». En enero de 2019, lanzó el siguiente sencillo «Let Me Cry» junto con su video musical. En febrero de 2019, Laura Marano actuó en ella Teatro Roxy en Los Ángeles y lanzó el sencillo «F.E.O.U (Fuck Each Other Up)». El 8 de marzo de 2019, lanzó su EP debut Me, con dos canciones inéditas y un nuevo remix para «F.E.O.U».

## Filantropía

### Disney's Friends for Change
Marano es embajadora del proyecto de Disney's Friends for Change, Green your scene, junto a Ross Lynch con quien tiene una relación muy cercana. En este proyecto Disney trabaja conjuntamente con la organización sin fines de lucro TreePeople, inspirando a la conservación y creación de espacios verdes en la San Pedro Elementary School de Los Ángeles. Laura y Ross junto a los estudiantes y los voluntarios de Disney, ayudaron a plantar 350 árboles y jardines educativos como parte de la subvención que hizo de Disney de 100.000 dólares, para ayudar a los jardines verdes de las escuelas y proveer a más de 20.000 estudiantes de Los Ángeles con el conocimiento de que necesitan hacer lo mismo en su ambiente.

### Trabajo conUNICEF
En agosto de 2013, Marano fue nombrada embajadora del Trick-or-Treat for UNICEF de UNICEF, que anima a los niños a recaudar dinero en Halloween para ayudar a niños de todo el mundo. Acerca de la campaña, Laura dijo: «Estoy tan emocionada de celebrar Halloween este año, alentando a los niños a apoyar el trabajo de salvar vidas de UNICEF. La campaña Trick-or-Treat for UNICEF es una forma divertida y fácil para que los niños aprendan acerca de los problemas del mundo y para ayudar a otros niños que son menos afortunados».

### CampañaMeatless Monday
Marano se ha unido al creciente grupo de jóvenes celebridades que no consumen carne los días lunes. La actriz contribuyó a una sesión de fotos y un vídeo en apoyo a la nueva campaña de la Sociedad Protectora de Animales que apoya Meatless Monday. La campaña, que distribuirá miles de carteles para las escuelas de todo el país, busca difundir la palabra acerca de los muchos beneficios de renunciar a la carne una vez a la semana.
Marano opina sobre Meatless Monday que «es una manera sencilla y eficaz para ayudar a los animales, hacer algo ecologista, reducir el desperdicio de alimentos, y ser más saludables». Ella se une a las filas de estrellas como China McClain, Paul Wesley, Ke$ha, Katy Perry, Bella Thorne, Debby Ryan, Zendaya, Ian Somerhalder, Kristen Bell y Kaley Cuoco.

## Imagen multimedia
En 2023, Laura Marano lanzó el tráiler oficial de la película Leo de Thalapathy Vijay en los cines de Norteamérica y el estreno de la película Leo está previsto para el 19 de octubre de 2023.

## Filmografía

### Cine
| Año  | Título                                 | Personaje              | Notas              |
| ---- | -------------------------------------- | ---------------------- | ------------------ |
| 2003 | Buscando a Nemo                        | Voces adicionales      |                    |
| 2005 | The Jacket                             | Jackie (joven)         |                    |
| 2006 | Ice Age: The Meltdown                  | Voces adicionales      |                    |
| 2007 | Superbad                               | Becca (joven)          |                    |
| 2007 | Goldfish                               | Suzy Jenkins           | Cortometraje       |
| 2015 | Bad Hair Day                           | Monica Reeves          | Protagonista       |
| 2015 | A Sort of Homecoming                   | Amy (joven)            | Protagonista       |
| 2015 | Alvin and the Chipmunks: The Road Chip | Niñera del hotel       | Aparición especial |
| 2016 | Mère et Fille, California Dream        | Ella misma             | Cameo              |
| 2017 | Lady Bird                              | Diana Greenway         | Papel de reparto   |
| 2019 | La cita perfecta                       | Celia Lieberman        | Protagonista       |
| 2019 | Saving Zoë                             | Echo                   | Protagonista       |
| 2019 | A Cinderella Story: Christmas Wish     | Katherine «Kat» Decker | Protagonista       |
| 2020 | The Night House                        | Familiar               | Papel de reparto   |
| 2020 | The War with Grandpa                   | Mia Decker             | Papel de reparto   |
| 2022 | Tratamiento real                       | Isabelle               | Protagonista       |
| 2023 | Elijo «amor»                           | Cami Conway            | Protagonista       |

### Televisión
| Año       | Título                             | Personaje                                 | Notas                                                           |
| --------- | ---------------------------------- | ----------------------------------------- | --------------------------------------------------------------- |
| 2003-2006 | Sin rastro                         | Kate Malone                               | Personaje recurrente (temporadas 2-4)                           |
| 2004      | Joan de Arcadia                    | Emily                                     | Episodio: «Night Without Stars»                                 |
| 2005      | Medical Investigation              | Brooke Beck                               | Episodio: «Tribe»                                               |
| 2005      | The X's                            | Scout (voz)                               | Elenco principal                                                |
| 2006      | Ghost Whisperer                    | Audrey                                    | Episodio: «Friendly Neighborhood Ghost»                         |
| 2006      | Huff                               | Amelia                                    | Episodio: «Black Shadows»                                       |
| 2006      | Dexter                             | Debra (joven)                             | Episodios: «Let's Give the Boy a Hand» & «Father Knows Best»    |
| 2007      | Are you smarter than a 5th Grader? | Ella misma/Juez/Mentora                   | Primera temporada                                               |
| 2007-2008 | Back to You                        | Gracie Carr                               | Elenco principal                                                |
| 2007-2010 | The Sarah Silverman Program        | Heather Silverman/Sarah Silverman (joven) | Personaje recurrente                                            |
| 2008      | Gary Unmarried                     | Louise Brooks                             | Episodios: «Pilot» & «Gary Gets Boundaries»                     |
| 2008-2010 | Ni Hao, Kai-Lan                    | Mei Mei (Voz)                             | 8 episodios                                                     |
| 2009      | Héroes                             | Alice Shaw (joven)                        | Episodio: «1961»                                                |
| 2009      | Little Monk                        | Prima Lauren                              | Episodio: «Little Monk and the Monk Cousin»                     |
| 2010      | True Jackson                       | Molly                                     | Episodio: «Little Buddies»                                      |
| 2010      | FlashForward                       | Tracy (joven)                             |                                                                 |
| 2010      | Childrens Hospital                 | Haley                                     | Episodio: «Frankfurthers, Allman Brothers, Death, Frankfurters» |
| 2011-2016 | Austin & Ally                      | Ally Dawson                               | Protagonista                                                    |
| 2012      | Jessie                             | Ally Dawson                               | Episodio: «Austin & Jessie & Ally: All Star New Year»           |
| 2014      | Pecezuelos                         | Chica Hámster #2 (voz)                    |                                                                 |
| 2014      | Liv y Maddie                       | Emmy «Colmillos» Wulfert                  | Episodio: «Howl-A-Rooney»                                       |
| 2014      | Randy Cunningham: Ninja Total      | Rachel (voz)                              | Personaje recurrente (temporada 2)                              |
| 2015      | Pickle & Peanut                    | Veronica (voz)                            | Episodios: «Gory Agnes» & «Haunted Couch»                       |
| 2015      | Girl Meets World                   | Ally Dawson                               | Episodio: «Girl Meets World of Terror 2»                        |
| 2019      | Super Simple Love Story            | Nellie                                    | Piloto de televisión sin estrenar (CBS)                         |
| 2020      | Day by Day                         | Ellie                                     | Episodio: «Ghost Light»                                         |
| 2020      | Robot Chicken                      | Evie, Linda, Titanic Waitress (voces)     | Episodio: «Sundancer Craig in: 30% of the Way to Crying»        |

### Radio
| Año  | Título                           | Rol        | Notas        |
| ---- | -------------------------------- | ---------- | ------------ |
| 2016 | For the Record with Laura Marano | Anfitriona | Radio Disney |

### Vídeos musicales
| Año  | Artista principal      | Canción                                | Notas              | Director                   |
| ---- | ---------------------- | -------------------------------------- | ------------------ | -------------------------- |
| 2012 | Ross Lynch             | «Heard It on the Radio»                | Aparición especial | Mark Albert                |
| 2014 | The Vamps& Demi Lovato | «Somebody to You»                      | Aparición especial | Emil Nava                  |
| 2016 | Laura Marano           | «Boombox»                              | Actriz principal   | Cole Walliser              |
| 2016 | Laura Marano           | «La La»                                | Intérprete         | Cole Walliser              |
| 2016 | Whitney Avalon         | Princess Rap Battle: Freya vs. Ravenna | Canal de Youtube   | Ravenna                    |
| 2016 | Laura Marano           | «Miraculous»                           | Actriz principal   | Tomas Astruc               |
| 2019 | Laura Marano           | «Me»                                   | Actriz principal   | Cole Walliser              |
| 2019 | Laura Marano           | «Let Me Cry»                           | Actriz principal   | Noah Kentis                |
| 2019 | Laura Marano           | «Not Like Me»                          | Actriz principal   | Noah Kentis                |
| 2019 | Laura Marano           | «Lie to Me»                            | Actriz principal   | Cole Walliser              |
| 2019 | Laura Marano           | «F.E.O.U.»                             | Actriz principal   | Izak Rappaport             |
| 2019 | Laura Marano           | «Me and the Mistletoe»                 | Actriz principal   | Paul Khoury & Wesley Quinn |

## Discografía

### Álbumes

#### Álbumes de bandas sonoras
| Título                              | Detalles                                                                                            | Posicionamientos | Posicionamientos |
| Título                              | Detalles                                                                                            | US               | US OST           |
| ----------------------------------- | --------------------------------------------------------------------------------------------------- | ---------------- | ---------------- |
| Austin & Ally: Turn It Up           | - Lanzamiento: 17 de diciembre de 2013 - Formatos: CD, descarga digital - Discográfica: Walt Disney | 89               | 6                |
| Austin & Ally: Take It from the Top | - Lanzamiento: 31 de marzo de 2015 - Formatos: CD, descarga digital - Discográfica: Walt Disney     | —                | —                |

#### Álbumes como artista principal
| Título   | Detalles |
| -------- | --- |
| Me - EP  | - Lanzamiento: 8 de marzo de 2019 - Formatos: descarga digital - Discográfica: Flip Phone Records                                                                         |
| You - EP | - Lanzamiento: 2 de octubre de 2020 - Formatos: LP, descarga digital - Discográfica: Flip Phone Records - Reedición: You (Deluxe) - EP - Lanzamiento: 26 de junio de 2021 |
| Us - EP  | - Lanzamiento: 8 de julio de 2022 - Formatos: descarga digital - Discográfica: Flip Phone Records                                                                         |

### Sencillos

#### Como artista principal
| Título                             | Año  | Posicionamiento | Álbum                                                  |
| Título                             | Año  | US              | Álbum                                                  |
| ---------------------------------- | ---- | --------------- | ------------------------------------------------------ |
| «Boombox»                          | 2016 | —               |                                                        |
| «La La»                            | 2016 | —               |                                                        |
| «Me»                               | 2018 | —               | Me - EP                                                |
| «Let Me Cry»                       | 2019 | —               | Me - EP                                                |
| «F.E.O.U.»                         | 2019 | —               | Me - EP                                                |
| «Not Like Me»                      | 2019 | —               | Me - EP                                                |
| «A Little Closer»                  | 2019 | —               | The Perfect Date: (Original Motion Picture Soundtrack) |
| «Lie to Me»                        | 2019 | —               | Me - EP                                                |
| «Me and the Mistletloe»            | 2019 | —               |                                                        |
| «When You Wake Up»                 | 2020 | —               | You - EP                                               |
| «Can't Hold On Forever»            | 2020 | —               | You - EP                                               |
| «Honest With You»                  | 2020 | —               | You - EP                                               |
| «Can't Help Myself»                | 2020 | —               | You - EP                                               |
| «I Wanna Know What It's Like»      | 2021 | —               | Us - EP                                                |
| «Dance With You (with Grey)»       | 2021 |                 | Us - EP                                                |
| «Worst Kind Of Hurt (with Wrabel)» | 2022 | —               | Us - EP                                                |
| «Breakup Song»                     | 2022 | —               | Us - EP                                                |

#### Sencillos promocionales
| Título                              | Año  |                    |
| ----------------------------------- | ---- | ------------------ |
| «Words»                             | 2010 | —                  |
| «I Love Christmas» (con Ross Lynch) | 2013 | Holidays Unwrapped |

### Apariciones
| Canción                           | Año  | Otro(s) artista(s)      | Álbum                                       |
| --------------------------------- | ---- | ----------------------- | ------------------------------------------- |
| «Poop Song»                       | 2010 | Sarah Silverman         | From Our Rears to Your Ears.                |
| «Shine»                           | 2012 | —                       | Disney Fairies: Faith, Trust and Pixie Dust |
| «Me and You»                      | 2013 | —                       | Austin & Ally: Turn It Up                   |
| «Parachute»                       | 2013 | —                       | Austin & Ally: Turn It Up                   |
| «Redial»                          | 2013 | —                       | Austin & Ally: Turn It Up                   |
| «Finally Me»                      | 2013 | —                       | Austin & Ally: Turn It Up                   |
| «You Can Come to Me»              | 2014 | Ross Lynch              | Disney Channel: Play It Loud                |
| «The Me That You Don't See»       | 2014 | —                       | Disney Channel: Play It Loud                |
| «Austin & Ally Glee Club Mash Up» | 2014 | Elenco de Austin & Ally | Disney Channel: Play It Loud                |
| «Can't Do It Without You»         | 2015 | Ross Lynch              | Austin & Ally: Take It from the Top         |
| «No Place Like Home»              | 2015 | —                       | Austin & Ally: Take It from the Top         |
| «Play My Song»                    | 2015 | —                       | Austin & Ally: Take It from the Top         |
| «Dance Like Nobody's Watching»    | 2015 | —                       | Austin & Ally: Take It from the Top         |

## Giras musicales
- The Us Tour (2022)

| The Us Tour                  | The Us Tour                                                                                   | The Us Tour                                                                                   |
| ---------------------------- | --------------------------------------------------------------------------------------------- | --------------------------------------------------------------------------------------------- |
| Gira de Laura Marano         |                                                                                               |                                                                                               |
| Fecha de inicio              | 14 de julio de 2022 en Atlanta, Estados Unidos                                                | 14 de julio de 2022 en Atlanta, Estados Unidos                                                |
| Fecha de final               | 31 de agosto de 2022 en Seattle, Estados Unidos                                               | 31 de agosto de 2022 en Seattle, Estados Unidos                                               |
| Telonero(s)                  | Mark Diamond The Manly Hero Taylor Bickett The Sunshine State Audrey Casey Conroy Beeson Novi | Mark Diamond The Manly Hero Taylor Bickett The Sunshine State Audrey Casey Conroy Beeson Novi |
| Países visitados             | Estados Unidos                                                                                | Estados Unidos                                                                                |
| Espectáculos                 | 22                                                                                            | 22                                                                                            |
| [ editar datos en Wikidata ] |                                                                                               |                                                                                               |

| Fecha                | Ciudad           | País           | Lugar                                     | Teloneros                       |
| -------------------- | ---------------- | -------------- | ----------------------------------------- | ------------------------------- |
| Norteamérica         |                  |                |                                           |                                 |
| 14 de julio de 2022  | Atlanta          | Estados Unidos | Vinyl                                     | Mark Diamond The Manly Hero     |
| 15 de julio de 2022  | Nashville        | Estados Unidos | The End                                   | Mark Diamond Taylor Bickett     |
| 16 de julio de 2022  | Washington D. C. | Estados Unidos | Union Stage                               | Mark Diamond                    |
| 18 de julio de 2022  | Filadelfia       | Estados Unidos | The Foundry                               | Mark Diamond                    |
| 19 de julio de 2022  | Nueva York       | Estados Unidos | Mercury Lounge                            | Mark Diamond                    |
| 20 de julio de 2022  | Boston           | Estados Unidos | City Winery Boston                        | Mark Diamond                    |
| 23 de julio de 2022  | Cleveland        | Estados Unidos | Cambridge Room @ House of Blues Cleveland | Mark Diamond                    |
| 24 de julio de 2022  | Chicago          | Estados Unidos | Schubas                                   | Mark Diamond                    |
| 26 de julio de 2022  | Milwaukee        | Estados Unidos | The Back Room @ Colectivo                 | Mark Diamond                    |
| 4 de agosto de 2022  | Berkeley         | Estados Unidos | Cornerstone Craft Beer & Live Music       | Mark Diamond                    |
| 5 de agosto de 2022  | West Hollywood   | Estados Unidos | Troubadour                                | Mark Diamond The Sunshine State |
| 6 de agosto de 2022  | Santa Cruz       | Estados Unidos | The Catalyst Atrium                       | Mark Diamond                    |
| 8 de agosto de 2022  | Phoenix          | Estados Unidos | Valley Bar                                | Mark Diamond                    |
| 12 de agosto de 2022 | Dallas           | Estados Unidos | Cambridge Room @ House of Blues Dallas    | Mark Diamond                    |
| 13 de agosto de 2022 | San Antonio      | Estados Unidos | Paper Tiger                               | Mark Diamond Audrey             |
| 14 de agosto de 2022 | Houston          | Estados Unidos | Bronze Peacock @ House of Blues Houston   | Mark Diamond                    |
| 16 de agosto de 2022 | Orlando          | Estados Unidos | The Social                                | Casey Conroy                    |
| 19 de agosto de 2022 | Mineápolis       | Estados Unidos | 7th Street Entry                          | Mark Diamond                    |
| 21 de agosto de 2022 | Denver           | Estados Unidos | The Moon Room @ Summit                    | Mark Diamond                    |
| 22 de agosto de 2022 | Salt Lake City   | Estados Unidos | Kilby Court                               | Mark Diamond Beeson             |
| 29 de agosto de 2022 | Portland         | Estados Unidos | Holocene                                  | Mark Diamond Novi               |
| 31 de agosto de 2022 | Seattle          | Estados Unidos | Madame Lou's                              | Mark Diamond                    |

- A Good Time with Laura Marano (2023)

| A Good Time with Laura Marano | A Good Time with Laura Marano                     | A Good Time with Laura Marano                     |
| ----------------------------- | ------------------------------------------------- | ------------------------------------------------- |
| Gira de Laura Marano          |                                                   |                                                   |
| Fecha de inicio               | 13 de junio de 2023 en Toronto, Canadá            | 13 de junio de 2023 en Toronto, Canadá            |
| Fecha de final                | 17 de junio de 2023 en Nueva York, Estados Unidos | 17 de junio de 2023 en Nueva York, Estados Unidos |
| Países visitados              | Canadá Estados Unidos                             | Canadá Estados Unidos                             |
| Espectáculos                  | 4                                                 | 4                                                 |
| [ editar datos en Wikidata ]  |                                                   |                                                   |

| Fecha               | Ciudad     | País           | Lugar             |
| ------------------- | ---------- | -------------- | ----------------- |
| Norteamérica        |            |                |                   |
| 13 de junio de 2023 | Toronto    | Canadá         | Drake Underground |
| 15 de junio de 2023 | Nueva York | Estados Unidos | Midnight Theatre  |
| 16 de junio de 2023 | Nueva York | Estados Unidos | Midnight Theatre  |
| 17 de junio de 2023 | Nueva York | Estados Unidos | Midnight Theatre  |

## Premios y nominaciones
| Año  | Premio                            | Categoría                              | Trabajo                          | Resultado | Ref.   |
| ---- | --------------------------------- | -------------------------------------- | -------------------------------- | --------- | ------ |
| 2014 | Teen Choice Awards                | Choice TV Actress: Comedy              | Austin & Ally                    | Nominada  | [ 28 ] |
| 2015 | Nickelodeon's Kids Choice Awards  | Favorite TV Actress                    | Austin & Ally                    | Ganadora  | [ 29 ] |
| 2015 | Remi Awards                       | Mejor Estrella Naciente                | A Sort Of Homecoming             | Ganadora  |        |
| 2015 | Teen Choice Awards                | Choice TV Chemistry                    | Austin & Ally                    | Nominada  |        |
| 2015 | Teen Choice Awards                | Choice Summer TV Star Female           | Austin & Ally                    | Nominada  |        |
| 2016 | Nickelodeon's Kids Choice Awards  | Favorite Female TV Star – Kids Show    | Austin & Ally                    | Nominada  | [ 30 ] |
| 2016 | Teen Choice Awards                | Choice TV Actress: Comedy              | Austin & Ally                    | Nominada  |        |
| 2016 | Streamy Awards                    | Original Song                          | Boombox (canción)                | Nominada  |        |
| 2017 | Detroit Film Critics Society      | Miglior Ensemble                       | The Cast Of Lady Bird (película) | Nominada  |        |
| 2017 | San Diego Critics Society         | Best Cast                              | The Cast Of Lady Bird (película) | Nominada  |        |
| 2017 | Seattle Film Critics Society      | Best Ensemble                          | The Cast Of Lady Bird (película) | Nominada  |        |
| 2017 | Florida Film Critics Circle       | Best Cast                              | The Cast Of Lady Bird (película) | Nominada  |        |
| 2017 | Online Film Critics Society       | Best Ensemble                          | The Cast Of Lady Bird (película) | Nominada  |        |
| 2018 | Critics' Choice Movie Awards      | Best Acting Ensemble                   | The Cast Of Lady Bird (película) | Nominada  |        |
| 2018 | Georgia Film Critics Associations | Best Ensemble                          | The Cast Of Lady Bird (película) | Nominada  |        |
| 2019 | Teen Choice Awards                | Choice Movie Ship (with Noah Centineo) | La cita perfecta                 | Nominada  |        |
| 2019 | Teen Choice Awards                | Choice Comedy Movie Actress            | La cita perfecta                 | Ganadora  |        |